# Al-Jihad
Al-Jihad eller Egyptiska Islamiska Jihad är en organisation som bildades senast 1978 i syfte att starta heligt krig, "jihad", mot den egyptiska regimen. Organisationen låg bakom mordet på Egyptens dåvarande president Anwar Sadat 1981 och deltog i den afghanska motståndskampen mot Sovjetunionens militära närvaro i Afghanistan under det Afghansk-sovjetiska kriget på 1980-talet. Al- Jihad anses idag vara den viktigaste organisationen inom Usama bin Ladins al-Qaida.
Al-Jihad växte fram ur Muslimska brödraskapet som är den äldsta islamistiska gruppen i Arabländerna. Al-Jihad är sen 1991 dominerat av en betydande ledare inom al-Qaida vid namn Ayman al-Zawahiri, som sedan Usama bin Ladins död betraktats som den senare organisationens frontfigur. Detta har lett till månget samarbete mellan de båda organisationerna. Både Ayman al-Zawahiri och Al-Jihad är belagda med embargo, vilket innebär att byteshandel med dessa är förbjudet. Al-Jihad har blivit officiellt bannlyst ur ett flertal länder, bland annat Ryssland. Detta för att i högsta grad isolera och försvaga organisationen. Al-Jihad ska, enligt Egyptens regering, haft stöd av Iran och Afghanistan vilket i sin tur har lett till osämja mellan länderna. Afghanistan och Iran som båda av olika anledningar är innehavare av aktiva islamistiska grupper. 